# ࣂ
Kāf ouvert petit v suscrit ‹  › est une lettre additionnelle de l’alphabet arabe utilisée dans l’écriture du hindko. Elle est composée d’un kāf ouvert ‹ ک › diacrité d’un petit v suscrit.

## Représentation informatique
Le kāf ouvert petit v suscrit peut être représenté avec les caractères Unicode suivants (arabe étendu A) :
| formes | représentations | chaînes de caractères | points de code | descriptions               |
| ------ | --------------- | --------------------- | -------------- | -------------------------- |
| lettre | ࣂ               | ࣂ                     | U+08C2         | lettre arabe keha’ petit v |